# Thranius ornatus
Thranius ornatus är en skalbaggsart som beskrevs av J. Linsley Gressitt och Yves Rondon 1970. Thranius ornatus ingår i släktet Thranius och familjen långhorningar.
Artens utbredningsområde är Laos. Inga underarter finns listade i Catalogue of Life.